# 方丹 (伊泽尔省)
方丹（法語：Fontaine，法語發音：[fɔ̃tɛn] ⓘ）是法国伊泽尔省的一个市镇，位于该省中部，省会格勒诺布尔以西，属于格勒诺布尔区。

## 地名
“方丹”（fontaine）意为“泉”。法语地名通名在“枫丹白露”（Fontainebleau）等少数拥有传统译名的地名中译作“枫丹”，不过在《世界地名翻译大辞典》、《世界地名译名词典》和《法国地图册》等主流地名译名类书籍资料中多译作“方丹”。

## 地理
方丹（45°11'35"N, 5°41'5"E）面积6.74 平方千米，位于法国奥弗涅-罗讷-阿尔卑斯大区伊泽尔省，该省份为法国东南部内陆省份，北起顺时针与安省、萨瓦省、上阿尔卑斯省、德龙省、阿尔代什省、卢瓦尔省和罗讷省。
与方丹接壤的市镇（或旧市镇、城区）包括：萨瑟纳日、塞西内-帕里塞、昂然、格勒诺布尔。
方丹的时区为UTC+01:00、UTC+02:00（夏令时）。

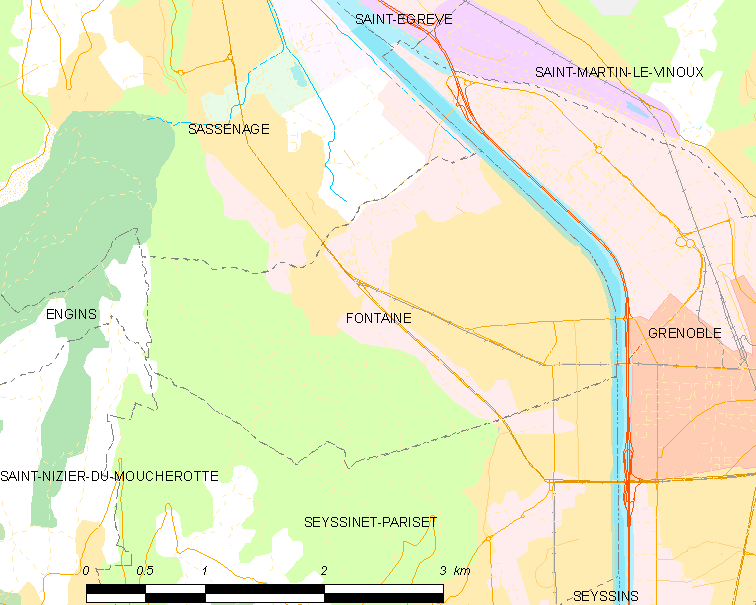
方丹的OSM定位图

## 行政
方丹的邮政编码为38600，INSEE市镇编码为38169。

## 政治
方丹所属的省级选区为方丹-塞西内县、方丹-韦科尔县。

## 人口

1962-2008年间方丹人口变化图示

方丹于2022年1月1日时的人口数量为22471人。

## 友好城市
- 義大利 索马蒂诺
- 義大利 阿尔皮尼亚诺
- 德国 施马尔卡尔登